# My Blood (Christopher-album)
1: Fall so hard
2: Ghost
3: Good to goodbye
4: My blood
5: Lovechild
6: Leap of faith
7: Just so you know
8: Aiming
9: Stones